# Cornelis Bas
Cornelis Bas (Roterdã, 1928 - 10 de fevereiro de 2013) foi um micologista neerlandês.

## Biografia
Dr. Bas nasceu em Roterdã e formou-se em Biologia na Universidade de Leiden em 1954. Em 1953, ele começou a trabalhar no Herbário Nacional da Holanda, como curador para os fungos, em particular, os Agaricales. No início de sua carreira, ele teve um papel importante na modernização das coleções de fungos superiores holandeses e europeus. Morreu em 10 de fevereiro de 2013.